# Hebesuncus ryani
Hebesuncus ryani är en djurart som tillhör fylumet trögkrypare, och som beskrevs av Hieronymus Dastych och Harris 1994. Hebesuncus ryani ingår i släktet Hebesuncus och familjen Hypsibiidae. Inga underarter finns listade i Catalogue of Life.